# یوتریک فریکمان
یوتریک فریکمان (سوئدی: Götrik Frykman؛ ۱ دسامبر ۱۸۹۱ – ۷ آوریل ۱۹۴۴) بازیکن فوتبال اهل سوئد بود.
از باشگاه‌هایی که در آن بازی کرده‌است می‌توان به باشگاه فوتبال دیورگاردن اشاره کرد.
وی همچنین در تیم ملی فوتبال سوئد بازی کرده‌است.